# Protoneura calverti
Protoneura calverti – gatunek ważki z rodziny łątkowatych (Coenagrionidae). Występuje na terenie Ameryki Południowej – stwierdzony w Gujanie, Gujanie Francuskiej, północnej Brazylii i na Trynidadzie.